# Nyugotszenterzsébet
Nyugotszenterzsébet község Baranya vármegyében, a Szigetvári járásban.

## Fekvése
Baranya vármegyében, Szigetvártól északkeletre, Szentlőrinctől északnyugatra, Almáskeresztúr déli szomszédjában fekvő zsáktelepülés, amely közúton csak délről, a 6-os főút irányából közelíthető meg.
1865-1883 közötti felvétel található a kataszteri nyilvántartásban még Szent-Erzsébet kisközségként.

## Története
Nyugotszenterzsébet (korábbi írásmóddal: Szenterzsébet, S. Elisabeth) nevét 1332-ben említette először egy oklevél S. Elyzabeth alakban. Nevét valószínűleg temploma védőszentjéről kapta.
1333-ban papja 20, 1335-ben 5 báni pápai tizedet fizetett.[forrás?] A török időkben is folyamatosan lakott volt, mindig magyarok lakták. A település régen búcsújáró hely volt.

## Jelene
A településen található élelmiszer- és italbolt is, azonban egyik sem üzemel, így a helyiek a faluba naponta bejáró mozgóboltokból tudnak vásárolni. A falut északról, nyugatról és keletről erdős terület borítja mezőkkel és legelőkkel. A településen élő gyerekek a szomszédos Nagypeterd faluba járnak iskolába és óvodába. 2015-től térfigyelő kamerákat helyeztek el a falu közepén lévő művelődési ház sarkaira.
A településnek több hektárnyi mezőgazdálkodásra alkalmas területe is van, amelyet művelnek, a terményeket pedig a közösségben élők között osztják szét. 2018-ban az országos médiába is bekerült, hogy a település vezetői új buszmegállót szerettek volna építtetni, de az EU-nál csak kilátóra lehetett pályázni, s így végül a kettő elegye készült.
2018-ban 22,51 százalékos volt a munkanélküliségi ráta.

## Közélete

### Polgármesterei
- 1990–1994: Kóra Dezső (független)[6]
- 1994–1998: Spiel István (független)[7]
- 1998–2002: Spiel István (független)[8]
- 2002–2006: Spiel István (független)[9]
- 2006–2010: Spiel István (független)[10]
- 2010–2014: Vincze Balázs (független)[11]
- 2014–2019: Vincze Balázs Attila (független)[12]
- 2019–2024: Vincze Balázs (Fidesz-KDNP)[13]
- 2024– : Braun Attila (független)[1]

## Népesség
A település népességének változása:
| Lakosok száma | 261  | 264  | 261  | 239  | 226  | 208  | 211  | 205  |
|               | 2013 | 2014 | 2015 | 2019 | 2021 | 2022 | 2023 | 2024 |

A 2011-es népszámlálás során a lakosok 97,1%-a magyarnak, 0,8% cigánynak, 1,7% németnek, 0,4% románnak mondta magát (2,9% nem nyilatkozott; a kettős identitások miatt a végösszeg nagyobb lehet 100%-nál). A vallási megoszlás a következő volt: római katolikus 42,7%, református 11,6%, görögkatolikus 0,4%, felekezeten kívüli 34% (11,2% nem nyilatkozott).
2022-ben a lakosság 94,2%-a vallotta magát magyarnak, 2,9% cigánynak, 3,4% egyéb, nem hazai nemzetiségűnek (5,3% nem nyilatkozott; a kettős identitások miatt a végösszeg nagyobb lehet 100%-nál). Vallásuk szerint 14,9% volt római katolikus, 7,7% református, 44,7% felekezeten kívüli (32,2% nem válaszolt).

## Látnivalók

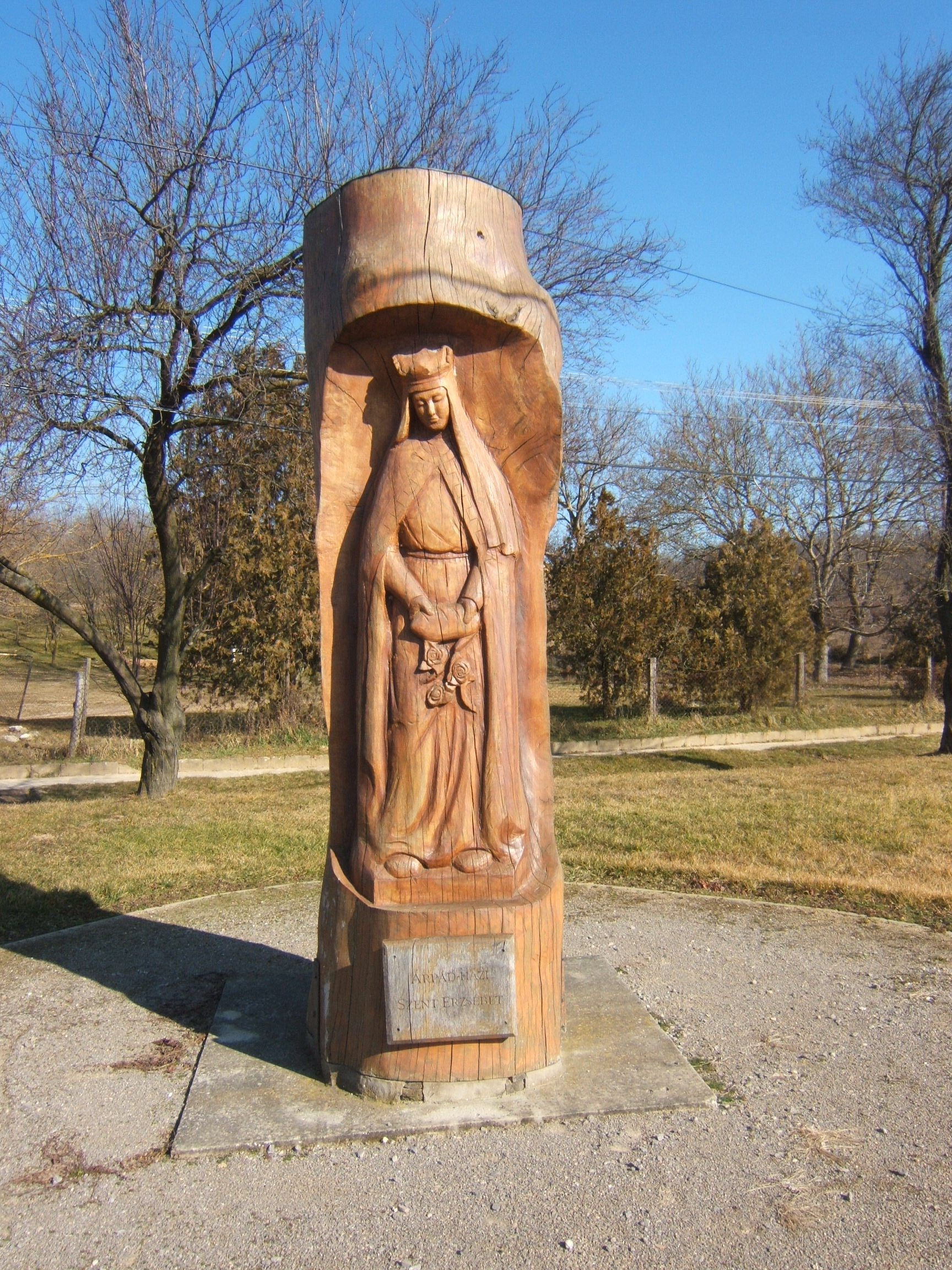
A Szent Erzsébet-szobor

- Református templomát az Esterházy-család építtette 1824-34 között. 1858-ban egy tűzvészben súlyosan megsérült. 1901-ben átépítették (ez az évszám olvasható a bejárat fölött), majd 1972–1973-ban felújították.[16]
- Erzsébeti pihenő
- Árpád-házi Szent Erzsébet fából faragott szobra
- Madáretető-szobor
- Állatsimogató